# 버퍼 캐시
버퍼 캐시(buffer cache)는 최근 사용된 디스크 블록을 메모리에 캐시하는 것을 말한다.
- 도입 배경

디스크 입출력 시간이 메모리 접근 시간보다 크고, 디스크 블록의 접근 패턴에 지역성이 있기 때문에 디스크 블록의 정보를 메모리 공간에 저장해두면 읽기/쓰기 등의 작업시 응답시간을 줄일 수 있다.
- 특징

가상 메모리는 MMU와 같은 하드웨어의 지원을 받는 반면, 버퍼 캐시는 그렇지 않다. 읽기와 쓰기 동작의 수행 결과가 실제 디스크의 내용과 비동기적이다.

## 같이 보기
- 캐시
- 페이지 교체 알고리즘
- 가상 메모리